# Atopobiaceae
Atopobiaceae es una familia de bacterias grampositivas del orden Coriobacteriales. Fue descrita en el año 2013.Son bacterias anaerobias e inmóviles. Se pueden encontrar en animales y humanos, principalmente a partir de heces o directamente en el colon. Aunque no tienen un papel patógeno claro, sí que hay casos clínicos descritos para algunos géneros como Fannyhessea y Olsenella.

## Taxonomía
Actualmente contiene 12 géneros descritos:
- Atopobium
- Caniella
- Fannyhessea
- Granulimonas
- Lancefieldella
- Leptogranulimonas
- Muricaecibacterium
- Olsenella
- Paratractidigestivibacter
- Parolsenella
- Thermophilibacter
- Tractidigestivibacter